# Milan Futuro 2024-2025
Questa voce raccoglie le informazioni riguardanti il Milan Futuro nelle competizioni ufficiali della stagione 2024-2025.

## Stagione
Il 27 giugno 2024, in seguito all'esclusione dell'Ancona dal campionato di Serie C, il Milan ha annunciato ufficialmente l'istituzione della propria seconda squadra, denominata Milan Futuro, avendo ottenuto dal Consiglio Federale della FIGC l'approvazione della richiesta di iscrizione allo stesso campionato a partire dalla stagione 2024-2025; la squadra è stata quindi inserita nel girone B del torneo. Nello stesso giorno Daniele Bonera è stato ingaggiato come primo allenatore della nuova formazione, avendo in precedenza svolto il ruolo di collaboratore tecnico della prima squadra dal 2019 fino alla sua nomina.
L'esordio ufficiale per la squadra di Bonera è avvenuto il 10 agosto, sul campo del Lecco, in occasione del primo turno di Coppa Italia Serie C e ha visto il trionfo per 3-0 dei rossoneri. Il 17 agosto il Milan Futuro supera anche il secondo turno di coppa, battendo a domicilio il Novara per 2-1 grazie a una doppietta di Francesco Camarda. Il debutto in campionato avviene il 25 agosto, in casa della Virtus Entella, e ha visto la sconfitta di misura per 1-0 dei ragazzi di Bonera. Il 26 settembre giunge la prima vittoria in campionato per il Milan Futuro, che sconfigge per 2-1 la SPAL.
Il 27 novembre il Milan Futuro si impone per 1-0 sul campo della Torres, superando così gli ottavi di finale di Coppa Italia Serie C. Il 18 dicembre il cammino in coppa degli uomini di Bonera si conclude ai quarti di finale, dove vengono sconfitti per 2-0 in casa dal Caldiero. Il 22 dicembre, con la sconfitta interna per 1-2 con l'Entella, si conclude il 2024 del Milan Futuro che vede la squadra in piena lotta per evitare i play-out.
Il 3 febbraio 2025, dopo la cessione di Kevin Zeroli al Monza, Andrei Coubiș viene nominato capito della squadra, tuttavia - a partire dal successivo mese marzo - è il neo-acquisto Michele Camporese ad assumere tale ruolo con Coubiș che ne diventa il vice.
Il 12 febbraio viene annunciato l'entrata di Mauro Tassotti, con il ruolo di collaboratore tecnico, nello staff di Bonera. Il 24 febbraio, con la squadra al terz'ultimo posto, Daniele Bonera viene esonerato. Ad avvicendarlo in panchina è l'ex calciatore rossonero Massimo Oddo, che esordisce in panchina il 2 marzo contro il Legnago con una sconfitta per 2-1 maturata nei minuti finali. Il 29 marzo Oddo trova la prima vittoria in panchina, con il Milan Futuro che ha la meglio sul Campobasso per 3-2 nei minuti finali.
Il 27 aprile si conclude il campionato regolare di Serie C, con il Milan Futuro che pareggia 1-1 in casa col Vis Pesaro e viene scavalcato in classifica dalla SPAL, contro cui giocherà i play-out. La partita di andata, giocatasi il 10 maggio tra le mura di casa, finisce per 1-0, ma una settimana dopo i ferraresi ribaltano la sconfitta con un 2-0 nella gara di ritorno; la stagione si conclude così con la retrocessione in Serie D.

## Divise e sponsor
Lo sponsor tecnico per la stagione 2024-2025 è Puma, mentre lo sponsor ufficiale è Emirates Fly Better. Sulle maglie compare anche lo sleeve sponsor MSC Crociere ed il back sponsor Bitpanda, mentre il training wear partner è Konami.
| Casa | Trasferta | Terza divisa | 1ª div. portiere | 2ª div. portiere | 3ª div. portiere |

## Organigramma societario
Dal sito internet ufficiale della società.
Consiglio di amministrazione
- CdA: Paolo Scaroni, Giorgio Furlani, Stefano Cocirio, Gerry Cardinale, Randy Levine, Robert Klein, Kevin LaForce, Gordon Singer, Mark Dowley, Riccardo Stefanelli, Alfredo Craca
- CdA (dal 23 gennaio 2025): Paolo Scaroni, Giorgio Furlani, Stefano Cocirio, Gerry Cardinale, Randy Levine, Robert Klein, Gordon Singer, Mark Dowley, Riccardo Stefanelli, Alfredo Craca, David Castelblanco, Dominic Mitchell
- Collegio sindacale: Franco Carlo Papa (presidente), Luca Sala (sindaco supplente), Alessandro Ceriani (sindaco supplente), Cesare Ciccolini, Alberto Dello Strologo

Area direttiva
- Presidente: Paolo Scaroni
- Vice presidente onorario: Franco Baresi
- Amministratore delegato: Giorgio Furlani
- Assistente dell'amministrazione: Hendrik Almstadt
- Responsabile tecnico: Jovan Kirovski

Area organizzativa
- Segretaria generale: Virna Bonfanti
- Direttrice legale: Francesca Muttini
- Direttrice delle risorse umane: Agata Frigerio
- Direttore stadio e responsabile accessibilità: Marco Lomazzi
- Direttore informatico: Maurizio Bonomi

Area comunicazione
- Responsabile: Pier Donato Vercellone
- Digital, media & The Studios director: Lamberto Siega

Area marketing
- Chief financial officer: Stefano Cocirio
- Chief business officer: Roberto Masi
- Chief revenue officer: Casper Stylsvig
- Head of football commercial operations: Lorenzo Libutti
- Direttore commerciale: Maikel Oettle
- Direttore finanziario e amministrativo: Aldo Savi
- Direttore marketing e CRM: Peter Morgan
- Direttore acquisti e amministrazione: Angela Zucca
- Retail, licensing & e-commerce director: Valerio Rocchetti
- Venue commercial director: Alessandro Zissis Bernacchi

Area tecnica
- Allenatore: Daniele Bonera (fino al 25 febbraio 2025), Massimo Oddo
- Allenatore in seconda: Alessio Baresi (fino al 25 febbraio 2025), Marcello Donatelli
- Collaboratore tecnico: Valerio Brandi, Mauro Tassotti (quest'ultimo a partire dal 12 febbraio 2025)
- Preparatori dei portieri: Luigi Ragno (fino al 25 febbraio 2025), Stefano Del Corno
- Match analyst: Alessandro Belleri
- Preparatori atletici: Lorenzo Fancini

Area sanitaria
- Responsabile: Stefano Mazzoni
- Medico sociale: Dario Donato, Lucio Genesio
- Scienziato sport: Marco Luison

## Rosa
| N. |                     | Ruolo | Calciatore                    |
| -- | ------------------- | ----- | ----------------------------- |
| 1  | Italia (bandiera)   | P     | Lapo Nava                     |
| 2  | Spagna (bandiera)   | D     | Álex Jiménez                  |
| 3  | Italia (bandiera)   | D     | Andrea Bozzolan               |
| 4  | Italia (bandiera)   | D     | Davide Bartesaghi             |
| 5  | Svezia (bandiera)   | C     | Demirel Hodzic                |
| 6  | Italia (bandiera)   | C     | Mattia Malaspina              |
| 7  | Italia (bandiera)   | A     | Samuele Longo                 |
| 8  | Italia (bandiera)   | A     | Gabriele Alesi                |
| 9  | Italia (bandiera)   | A     | Francesco Camarda             |
| 10 | Italia (bandiera)   | A     | Mattia Liberali               |
| 11 | Paraguay (bandiera) | A     | Hugo Cuenca                   |
| 12 | Italia (bandiera)   | P     | Davide Mastrantonio           |
| 13 | Romania (bandiera)  | D     | Matteo Duțu                   |
| 14 | Italia (bandiera)   | D     | Leonardo D'Alessio            |
| 15 | Romania (bandiera)  | D     | Andrei Coubiș (vice capitano) |
| 16 | Polonia (bandiera)  | C     | Dariusz Stalmach              |
| 17 | Senegal (bandiera)  | A     | Mbarick Fall                  |
| 18 | Italia (bandiera)   | C     | Kevin Zeroli                  |
| 19 | Italia (bandiera)   | D     | Vittorio Magni                |
| 20 | Italia (bandiera)   | C     | Diego Sia                     |
| 21 | Italia (bandiera)   | C     | Mattia Sandri                 |
| 22 | Italia (bandiera)   | P     | Matteo Pittarella             |
| 23 | Italia (bandiera)   | A     | Marco Nasti                   |
| 23 | Italia (bandiera)   | C     | Antonio Gala                  |
| 23 | Italia (bandiera)   | C     | Simone Branca                 |
| 24 | Italia (bandiera)   | D     | Gabriele Minotti              |

| N. |                           | Ruolo | Calciatore                   |
| -- | ------------------------- | ----- | ---------------------------- |
| 25 | Italia (bandiera)         | D     | Adam Bakoune                 |
| 26 | Nigeria (bandiera)        | C     | Victor Eletu                 |
| 27 | Italia (bandiera)         | C     | Filippo Scotti               |
| 28 | Costa d'Avorio (bandiera) | A     | Chaka Traorè                 |
| 29 | Italia (bandiera)         | A     | Bob Murphy Omoregbe          |
| 31 | Italia (bandiera)         | D     | Dorian Paloschi              |
| 32 | Italia (bandiera)         | A     | Nicolò Turco                 |
| 33 | Slovenia (bandiera)       | D     | Damir Zukić                  |
| 34 | Italia (bandiera)         | P     | Edoardo Colzani              |
| 35 | Francia (bandiera)        | P     | Noah Raveyre                 |
| 36 | Francia (bandiera)        | D     | Fodé Ballo-Touré             |
| 36 | Francia (bandiera)        | P     | Léo Paul Bouyer              |
| 38 | Italia (bandiera)         | P     | Lorenzo Torriani             |
| 39 | Italia (bandiera)         | C     | Emanuele Sala                |
| 41 | Italia (bandiera)         | D     | Ettore Quirini               |
| 42 | Romania (bandiera)        | A     | Alexandru Șiman              |
| 44 | Italia (bandiera)         | D     | Michele Camporese (capitano) |
| 45 | Svezia (bandiera)         | D     | Fredrik Nissen               |
| 47 | Bulgaria (bandiera)       | D     | Valeri Vladimirov            |
| 55 | Paesi Bassi (bandiera)    | C     | Silvano Vos                  |
| 56 | Italia (bandiera)         | P     | Alessandro Bianchi           |
| 70 | Svezia (bandiera)         | A     | Maximilian Ibrahimović       |
| 77 | Italia (bandiera)         | A     | Simone Ianesi                |
| 99 | Italia (bandiera)         | A     | Andrea Magrassi              |
|    | Italia (bandiera)         | D     | Christian Comotto            |
|    | Belgio (bandiera)         | A     | Divock Origi                 |

## Calciomercato

### Sessione estiva(dall'1/7 al 30/8)
| Acquisti         | Acquisti            | Acquisti       | Acquisti                         |
| R.               | Nome                | da             | Modalità                         |
| ---------------- | ------------------- | -------------- | -------------------------------- |
| P                | Davide Mastrantonio | Roma           | prestito                         |
| D                | Andrea Bozzolan     | Perugia        | fine prestito                    |
| D                | Leonardo D'Alessio  | Pro Sesto      | fine prestito                    |
| D                | Matteo Duțu         | Lazio          | definitivo (0 €)                 |
| D                | Gabriele Minotti    | Giana Erminio  | definitivo (100 mila €)          |
| D                | Damir Zukić         | Primorje       | definitivo (600 mila €)          |
| C                | Antonio Gala        | Sestri Levante | fine prestito                    |
| C                | Demirel Hodzic      | Bologna        | definitivo (300 mila €)          |
| C                | Mattia Sandri       | Sestri Levante | definitivo (0 €)                 |
| C                | Silvano Vos         | Ajax           | definitivo (3 milioni €)         |
| A                | Gabriele Alesi      | Sampdoria      | fine prestito                    |
| A                | Mbarick Fall        | Giana Erminio  | definitivo (0 €)                 |
| A                | Samuele Longo       | Ponferradina   | definitivo (0 €)                 |
| A                | Bob Murphy Omoregbe | Sestri Levante | fine prestito                    |
| A                | Nicolò Turco        | Salisburgo     | prestito con diritto di riscatto |
| Altre operazioni |                     |                |                                  |
| R.               | Nome                | a              | Modalità                         |
| D                | Tommaso Cecotti     | Carpi          | fine prestito                    |

| Cessioni         | Cessioni        | Cessioni  | Cessioni         |
| R.               | Nome            | a         | Modalità         |
| ---------------- | --------------- | --------- | ---------------- |
| A                | Marco Nasti     | Cremonese | definitivo (0 €) |
| Altre operazioni |                 |           |                  |
| R.               | Nome            | a         | Modalità         |
| D                | Tommaso Cecotti | Carpi     | definitivo       |

### Sessione invernale
| Acquisti         | Acquisti          | Acquisti   | Acquisti               |
| R.               | Nome              | da         | Modalità               |
| ---------------- | ----------------- | ---------- | ---------------------- |
| D                | Michele Camporese | Cosenza    | definitivo (0 €)       |
| D                | Ettore Quirini    | Lucchese   | definitivo (35 mila €) |
| C                | Simone Branca     | Cittadella | definitivo (0 €)       |
| A                | Simone Ianesi     | Pontedera  | prestito (200 mila €)  |
| A                | Andrea Magrassi   | Cittadella | definitivo (0 €)       |
| Altre operazioni |                   |            |                        |
| R.               | Nome              | da         | Modalità               |

| Cessioni         | Cessioni            | Cessioni   | Cessioni                |
| R.               | Nome                | a          | Modalità                |
| ---------------- | ------------------- | ---------- | ----------------------- |
| P                | Davide Mastrantonio | Roma       | fine prestito           |
| D                | Fodé Ballo-Touré    |            | risoluzione             |
| C                | Antonio Gala        | Foggia     | definitivo (0 €)        |
| C                | Dariusz Stalmach    | Magdeburgo | definitivo (250 mila €) |
| C                | Kevin Zeroli        | Monza      | prestito                |
| A                | Hugo Cuenca         | Genoa      | definitivo (0 €)        |
| A                | Samuele Longo       |            | risoluzione             |
| Altre operazioni |                     |            |                         |
| R.               | Nome                | a          | Modalità                |

## Risultati

### Serie C

#### Girone di andata
| Arbitro: | Gianquinto (Parma) |

|             |           |  |
| Corbari 54’ | Marcatori |  |

| Arbitro: | Di Mario (Ciampino) |

|                    |           |             |
| Camarda 68’ (rig.) | Marcatori | 17’ Zagnoni |

| Sassari 18 settembre 2024, ore 20:45 CEST 3ª giornata | Torres            | 0 – 0 referto | Milan Futuro | Stadio Vanni Sanna (5 000 spett.)\| Arbitro: \| Zago (Conegliano) \| |
| Arbitro:                                              | Zago (Conegliano) |               |              |                                                                      |

| Arbitro: | Sacchi (Macerata) |

|  |           |                              |
|  | Marcatori | 24’ (rig.) Corazza 36’ Menna |

| Arbitro: | Vingo (Pisa) |

|              |           |  |
| Cernigoi 58’ | Marcatori |  |

| Arbitro: | Vogliacco (Bari) |

|                       |           |           |
| Hodzic 67’ Traorè 85’ | Marcatori | 81’ Arena |

| Arbitro: | Luongo (Napoli) |

|              |           |            |
| Saporiti 15’ | Marcatori | 15’ Hodzic |

| Arbitro: | Zoppi (Firenze) |

|  |           |                  |
|  | Marcatori | 66’ Mastropietro |

| Arbitro: | Rinaldi (Bassano del Grappa) |

|                                                        |           |           |
| Pierozzi 8’ Tonin 32’ Merola 35’ Bartesaghi 64’ (aut.) | Marcatori | 53’ Turco |

| Arbitro: | Gauzolino (Torino) |

|                |           |                                           |
| Bartesaghi 40’ | Marcatori | 82’ Martic 85’ Franzolini 90+4’ Demirović |

| Arbitro: | Andeng Tona Mbei (Cuneo) |

|  |           |                      |
|  | Marcatori | 18’ Alesi 27’ Zeroli |

| Arbitro: | Recchia (Brindisi) |

|  |           |                                      |
|  | Marcatori | 45+1’ (rig.) Bruzzaniti 73’ Schirone |

| Arbitro: | Rispoli (Locri) |

|             |           |             |
| Italeng 27’ | Marcatori | 34’ Jiménez |

| Arbitro: | Bozzetto (Bergamo) |

|                      |           |                          |
| Longo 8’ Jiménez 39’ | Marcatori | 28’ Tavernelli 88’ Gucci |

| Arbitro: | Ursini (Pescara) |

|             |           |              |
| Di Nardo 4’ | Marcatori | 31’ Stalmach |

| Arbitro: | Viapiana (Catanzaro) |

|                       |           |                             |
| Zeroli 4’, 38’ (rig.) | Marcatori | 30’ Durmush 63’ Parravicini |

| Arbitro: | Lovison (Padova) |

|                             |           |  |
| Casasola 8’, 69’ Cianci 63’ | Marcatori |  |

| Arbitro: | Iannello (Messina) |

|            |           |  |
| Traorè 23’ | Marcatori |  |

| Arbitro: | Gangi (Enna) |

|                       |           |           |
| Okoro 57’ Cannavò 87’ | Marcatori | 77’ Longo |

#### Girone di ritorno
| Arbitro: | Di Cicco (Lanciano) |

|            |           |                              |
| Zeroli 70’ | Marcatori | 52’ (aut.) Zukić 75’ Corbari |

| Carpi 5 gennaio 2025, ore 17:30 CET 21ª giornata | Carpi             | 0 – 0 referto | Milan Futuro | Stadio Sandro Cabassi (1 370 spett.)\| Arbitro: \| Cappai (Cagliari) \| |
| Arbitro:                                         | Cappai (Cagliari) |               |              |                                                                         |

| Arbitro: | Vingo (Pisa) |

|              |           |                                                                 |
| Magrassi 86’ | Marcatori | 7’ Fischnaller 8’ Djamanca 14’ Brentan 32’ Mastinu 90+3’ Casini |

| Arbitro: | Mirabella (Napoli) |

|                        |           |                       |
| Forte 60’ D'Uffizi 88’ | Marcatori | 46’ Ianesi 62’ Sandri |

| Solbiate Arno 26 gennaio 2025, ore 15:00 CET 24ª giornata | Milan Futuro       | 0 – 0 referto | Rimini | Stadio Felice Chinetti (200 spett.)\| Arbitro: \| Recchia (Brindisi) \| |
| Arbitro:                                                  | Recchia (Brindisi) |               |        |                                                                         |

| Arbitro: | Restaldo (Ivrea) |

|               |           |                          |
| Antenucci 48’ | Marcatori | 42’ Magrassi 61’ Quirini |

| Arbitro: | Gandino (Alessandria) |

|  |           |                             |
|  | Marcatori | 28’ Tumbarello 35’ Saporiti |

| Arbitro: | Di Mario (Ciampino) |

|             |           |  |
| Mignani 36’ | Marcatori |  |

| Arbitro: | Angelillo (Nola) |

|                       |           |                                              |
| Camarda 6’ Coubiș 56’ | Marcatori | 18’ (rig.) Bentivegna 70’ Brosco 87’ Lancini |

| Arbitro: | Mucera (Palermo) |

|                                  |           |              |
| Diaby 45+2’ Bombagi 90+1’ (rig.) | Marcatori | 18’ Omoregbe |

| Solbiate Arno 8 marzo 2025, ore 15:30 CET 30ª giornata | Milan Futuro      | 0 – 0 referto | Perugia | Stadio Felice Chinetti (404 spett.)\| Arbitro: \| Iacobellis (Pisa) \| |
| Arbitro:                                               | Iacobellis (Pisa) |               |         |                                                                        |

| Arbitro: | Manedo Mazzoni (Prato) |

|                            |           |             |
| Marrancone 47’ Gambale 73’ | Marcatori | 25’ Quirini |

| Arbitro: | Maccorin (Pordenone) |

|               |           |            |
| Camporese 73’ | Marcatori | 83’ Corona |

| Arbitro: | Gauzolino (Torino) |

|                |           |  |
| Pattarello 73’ | Marcatori |  |

| Arbitro: | Rispoli (Locri) |

|                                       |           |                                   |
| Camarda 24’ Alesi 45’ Camporese 90+5’ | Marcatori | 55’ Bifulco 90+2’ (rig.) Di Nardo |

| Arbitro: | Lovison (Padova) |

|                 |           |                      |
| Montebugnoli 7’ | Marcatori | 68’ Alesi 84’ Ianesi |

| Arbitro: | Bozzetto (Bergamo) |

|               |           |  |
| Quirini 45+1’ | Marcatori |  |

| Arbitro: | Silvestri (Roma1) |

|                                        |           |                                |
| Tommasini 8’ Rocchi 30’ Di Massimo 50’ | Marcatori | 22’ (rig.), 79’ (rig.) Camarda |

| Arbitro: | Madonia (Palermo) |

|           |           |             |
| Alesi 90’ | Marcatori | 49’ Raychev |

#### Play-out
| Arbitro: | Mastrodomenico (Matera) |

|                   |           |  |
| Sandri 34’ (rig.) | Marcatori |  |

| Arbitro: | Allegretta (Molfetta) |

|                 |           |  |
| Molina 27’, 37’ | Marcatori |  |

### Coppa Italia Serie C

#### Turni eliminatori
| Arbitro: | Renzi (Pesaro) |

|  |           |                                 |
|  | Marcatori | 27’ Liberali 66’, 90+6’ Jiménez |

| Arbitro: | Diop (Treviglio) |

|              |           |                         |
| Khailoti 11’ | Marcatori | 25’ (rig.), 40’ Camarda |

#### Fase finale
| Arbitro: | Maccarini (Arezzo) |

|  |           |         |
|  | Marcatori | 54’ Sia |

| Arbitro: | Gianquinto (Parma) |

|  |           |                          |
|  | Marcatori | 15’ Scappini 39’ Zerbato |

## Statistiche

### Statistiche di squadra
| Competizione         | Punti | In casa | In casa | In casa | In casa | In casa | In casa | In trasferta | In trasferta | In trasferta | In trasferta | In trasferta | In trasferta | Totale | Totale | Totale | Totale | Totale | Totale | D.R. |
| Competizione         | Punti | G       | V       | N       | P       | GF      | GS      | G            | V            | N            | P            | GF           | GS           | G      | V      | N      | P      | GF     | GS     | D.R. |
| -------------------- | ----- | ------- | ------- | ------- | ------- | ------- | ------- | ------------ | ------------ | ------------ | ------------ | ------------ | ------------ | ------ | ------ | ------ | ------ | ------ | ------ | ---- |
| Serie C              | 34    | 19      | 4       | 7       | 8       | 19      | 30      | 19           | 3            | 6            | 10           | 17           | 27           | 38     | 7      | 13     | 18     | 36     | 57     | -21  |
| Play-out             | -     | 1       | 1       | 0       | 0       | 1       | 0       | 1            | 0            | 0            | 1            | 0            | 2            | 2      | 1      | 0      | 1      | 1      | 2      | -1   |
| Coppa Italia Serie C | -     | 1       | 0       | 0       | 1       | 0       | 2       | 3            | 3            | 0            | 0            | 6            | 1            | 4      | 3      | 0      | 1      | 6      | 3      | +3   |
| Totale               | -     | 21      | 5       | 7       | 9       | 19      | 29      | 23           | 6            | 6            | 11           | 23           | 30           | 44     | 11     | 13     | 20     | 43     | 62     | -19  |

### Andamento in campionato
| Giornata  | 1  | 2  | 3  | 4  | 5  | 6  | 7  | 8  | 9  | 10 | 11 | 12 | 13 | 14 | 15 | 16 | 17 | 18 | 19 | 20 | 21 | 22 | 23 | 24 | 25 | 26 | 27 | 28 | 29 | 30 | 31 | 32 | 33 | 34 | 35 | 36 | 37 | 38 |
| --------- | -- | -- | -- | -- | -- | -- | -- | -- | -- | -- | -- | -- | -- | -- | -- | -- | -- | -- | -- | -- | -- | -- | -- | -- | -- | -- | -- | -- | -- | -- | -- | -- | -- | -- | -- | -- | -- | -- |
| Luogo     | T  | C  | T  | C  | T  | C  | T  | C  | T  | C  | T  | C  | T  | C  | T  | C  | T  | C  | T  | C  | T  | C  | T  | C  | T  | C  | T  | C  | T  | C  | T  | C  | T  | C  | T  | C  | T  | C  |
| Risultato | P  | N  | N  | P  | P  | V  | N  | P  | P  | P  | V  | P  | N  | N  | N  | N  | P  | V  | P  | P  | N  | P  | N  | N  | V  | P  | P  | P  | P  | N  | P  | N  | P  | V  | V  | V  | P  | N  |
| Posizione | 17 | 15 | 16 | 17 | 19 | 17 | 18 | 19 | 19 | 20 | 17 | 18 | 18 | 17 | 18 | 18 | 19 | 18 | 18 | 18 | 18 | 18 | 18 | 18 | 18 | 18 | 18 | 18 | 18 | 19 | 19 | 18 | 19 | 18 | 17 | 17 | 17 | 18 |

Fonte:  Serie C girone B – Classifica, su lega-pro.com.
Legenda:

Luogo: C = Casa; T = Trasferta. Risultato: V = Vittoria; N = Pareggio; P = Sconfitta.

### Statistiche dei giocatori
Sono in corsivo i calciatori che hanno lasciato la società a stagione in corso.
| Giocatore       | Serie C  | Serie C | Serie C     | Serie C    | Coppa Italia Serie C | Coppa Italia Serie C | Coppa Italia Serie C | Coppa Italia Serie C | Totale   | Totale | Totale      | Totale     |
| Giocatore       | Presenze | Reti    | Ammonizioni | Espulsioni | Presenze             | Reti                 | Ammonizioni          | Espulsioni           | Presenze | Reti   | Ammonizioni | Espulsioni |
| --------------- | -------- | ------- | ----------- | ---------- | -------------------- | -------------------- | -------------------- | -------------------- | -------- | ------ | ----------- | ---------- |
| G. Alesi        | 14+2     | 3       | 1           | 0          | 1                    | 0                    | 0                    | 0                    | 17       | 3      | 1           | 0          |
| A. Bakoune      | 0        | 0       | 0           | 0          | 0                    | 0                    | 0                    | 0                    | 0        | 0      | 0           | 0          |
| F. Ballo-Touré  | 3        | 0       | 2           | 1          | 0                    | 0                    | 0                    | 0                    | 3        | 0      | 2           | 1          |
| D. Bartesaghi   | 25+2     | 1       | 6           | 1          | 4                    | 0                    | 0                    | 0                    | 31       | 1      | 6           | 1          |
| A. Bianchi      | 0        | -0      | 0           | 0          | 0                    | -0                   | 0                    | 0                    | 0        | -0     | 0           | 0          |
| A. Bozzolan     | 27+2     | 0       | 1           | 0          | 3                    | 0                    | 0                    | 0                    | 32       | 0      | 1           | 0          |
| L.P. Bouyer     | 0        | -0      | 0           | 0          | 0                    | -0                   | 0                    | 0                    | 0        | -0     | 0           | 0          |
| S. Branca       | 13+2     | 0       | 1+1         | 0          | -                    | -                    | -                    | -                    | 15       | 0      | 2           | 0          |
| F. Camarda      | 18       | 5       | 2           | 0          | 2                    | 2                    | 0                    | 0                    | 20       | 7      | 2           | 0          |
| M. Camporese    | 15+2     | 1       | 6           | 1          | -                    | -                    | -                    | -                    | 17       | 1      | 6           | 1          |
| E. Colzani      | 0        | -0      | 0           | 0          | 0                    | -0                   | 0                    | 0                    | 0        | -0     | 0           | 0          |
| C. Comotto      | 0        | 0       | 0           | 0          | 0                    | 0                    | 0                    | 0                    | 0        | 0      | 0           | 0          |
| A. Coubiș       | 34       | 1       | 8           | 2          | 3                    | 0                    | 1                    | 0                    | 37       | 1      | 9           | 2          |
| H. Cuenca       | 9        | 0       | 2           | 0          | 2                    | 0                    | 0                    | 0                    | 11       | 0      | 2           | 0          |
| L. D'Alessio    | 18       | 0       | 0           | 1          | 2                    | 0                    | 0                    | 0                    | 20       | 0      | 0           | 1          |
| M. Duțu         | 1        | 0       | 0           | 0          | 0                    | 0                    | 0                    | 0                    | 1        | 0      | 0           | 0          |
| V. Eletu        | 2+2      | 0       | 1           | 0          | 0                    | 0                    | 0                    | 0                    | 4        | 0      | 1           | 0          |
| M. Fall         | 23       | 0       | 5           | 0          | 1                    | 0                    | 0                    | 0                    | 24       | 0      | 5           | 0          |
| A. Gala         | 3        | 0       | 0           | 1          | 0                    | 0                    | 0                    | 0                    | 3        | 0      | 0           | 1          |
| D. Hodzic       | 18       | 2       | 1           | 0          | 1                    | 0                    | 0                    | 0                    | 19       | 2      | 1           | 0          |
| F. Ianesi       | 12+2     | 2       | 0+1         | 0          | -                    | -                    | -                    | -                    | 14       | 2      | 1           | 0          |
| M. Ibrahimović  | 1        | 0       | 0           | 0          | 0                    | 0                    | 0                    | 0                    | 1        | 0      | 0           | 0          |
| Á. Jiménez      | 15       | 2       | 7           | 1          | 3                    | 2                    | 1                    | 0                    | 18       | 4      | 8           | 1          |
| M. Liberali     | 8        | 0       | 0           | 0          | 2                    | 1                    | 0                    | 0                    | 10       | 1      | 0           | 0          |
| S. Longo        | 18       | 2       | 3           | 0          | 2                    | 0                    | 0                    | 0                    | 20       | 2      | 3           | 0          |
| V. Magni        | 16       | 0       | 3           | 0          | 1                    | 0                    | 0                    | 0                    | 17       | 0      | 3           | 0          |
| A. Magrassi     | 16+1     | 2       | 2           | 0          | -                    | -                    | -                    | -                    | 17       | 2      | 2           | 0          |
| M. Malaspina    | 32+1     | 0       | 3           | 0          | 3                    | 0                    | 1                    | 0                    | 36       | 0      | 4           | 0          |
| D. Mastrantonio | 0        | -0      | 0           | 0          | 0                    | -0                   | 0                    | 0                    | 0        | -0     | 0           | 0          |
| G. Minotti      | 27+2     | 0       | 5           | 1          | 4                    | 0                    | 1                    | 0                    | 33       | 0      | 6           | 1          |
| M. Nasti        | -        | -       | -           | -          | 1                    | 0                    | 0                    | 0                    | 1        | 0      | 0           | 0          |
| L. Nava         | 18+2     | -26+-2  | 1           | 0          | 4                    | -3                   | 0                    | 0                    | 24       | -31    | 1           | 0          |
| F. Nissen       | 0        | -0      | 0           | 0          | 0                    | -0                   | 0                    | 0                    | 0        | -0     | 0           | 0          |
| B.M. Omoregbe   | 17+2     | 1       | 1           | 0          | 0                    | 0                    | 0                    | 0                    | 19       | 1      | 1           | 0          |
| D. Origi        | 0        | 0       | 0           | 0          | 0                    | 0                    | 0                    | 0                    | 0        | 0      | 0           | 0          |
| D. Paloschi     | 1        | 0       | 0           | 0          | 0                    | 0                    | 0                    | 0                    | 1        | 0      | 0           | 0          |
| M. Pittarella   | 0        | -0      | 0           | 0          | 0                    | -0                   | 0                    | 0                    | 0        | -0     | 0           | 0          |
| E. Quirini      | 14+2     | 3       | 3           | 0          | -                    | -                    | -                    | -                    | 16       | 3      | 3           | 0          |
| N. Raveyre      | 14       | -20     | 2           | 0          | 0                    | -0                   | 0                    | 0                    | 14       | -20    | 2           | 0          |
| E. Sala         | 1        | 0       | 0           | 0          | -                    | -                    | -                    | -                    | 1        | 0      | 0           | 0          |
| M. Sandri       | 30+2     | 1+1     | 6+1         | 0          | 4                    | 0                    | 1                    | 0                    | 36       | 2      | 8           | 0          |
| F. Scotti       | 0        | 0       | 0           | 0          | 0                    | 0                    | 0                    | 0                    | 0        | 0      | 0           | 0          |
| D. Sia          | 27+2     | 0       | 0           | 0          | 4                    | 1                    | 0                    | 0                    | 33       | 1      | 0           | 0          |
| D. Stalmach     | 10       | 1       | 4           | 0          | 2                    | 0                    | 1                    | 0                    | 12       | 1      | 5           | 0          |
| L. Torriani     | 6        | -11     | 1           | 0          | 0                    | -0                   | 0                    | 0                    | 6        | -11    | 1           | 0          |
| N. Turco        | 20+2     | 1       | 1           | 0          | 1                    | 0                    | 0                    | 0                    | 23       | 1      | 1           | 0          |
| C. Traorè       | 20+2     | 2       | 1           | 0          | 3                    | 0                    | 0                    | 0                    | 25       | 2      | 1           | 0          |
| V. Vladimirov   | 0        | 0       | 0           | 0          | 0                    | 0                    | 0                    | 0                    | 0        | 0      | 0           | 0          |
| S. Vos          | 13       | 0       | 2           | 0          | 2                    | 0                    | 0                    | 0                    | 15       | 0      | 2           | 0          |
| K. Zeroli       | 15       | 4       | 2           | 0          | 2                    | 0                    | 1                    | 0                    | 17       | 4      | 3           | 0          |